# Európai síksági bölény
Az európai síksági bölény (Bison bonanus bonasus) az emlősök (Mammalia) osztályának párosujjú patások (Artiodactyla) rendjébe, ezen belül a tülkösszarvúak (Bovidae) családjába és a tulokformák (Bovinae) alcsaládjába tartozó európai bölény (Bison bonasus) egyik alfaja; az egyetlen, amelyik még ma is létezik.

## Előfordulása
Az európai síksági bölény egykori előfordulási területe magába foglalta majdnem egész Európát – kivéve eme kontinens félszigeteit –, valamint Ázsia északnyugati térségeit is; a keleti határát Nyugat-Mongólia képezte. Manapság az utolsó állományai a lengyel és a fehérorosz határon levő Białowieża-erdőben, illetve a később különböző országokba visszatelepített területeken élnek. Ezek mellett rezervátumokban és állatkertekben is látható.

## Megjelenése
Manapság Európa legnagyobb szárazföldi állata. A bika fej-testhossza 280-330 centiméter, marmagassága 180-210 cm, farokhossza 30-92 cm és testtömege 615-920 kilogramm közötti. A tehén esetében a fej-testhossz 240-290 cm, a marmagasság 169-197 cm, farka olyan hosszú, mint a bikáé, és testtömege 424-633 kg.